# Phước An, Hớn Quản
Phước An là một xã thuộc huyện Hớn Quản, tỉnh Bình Phước, Việt Nam.
Xã Phước An có diện tích 44,74 km², dân số năm 1999 là 8.604 người, mật độ dân số đạt 192 người/km².
Xã Phước An  nằm cách trung tâm huyện Hớn Quản về phía đông bắc 10 km. Phía đông giáp Tân Hưng và xã Tân Quan huyện Chơn Thành, phía tây giáp xã Thanh Bình, phía nam giáp xã Tân Khai, phía bắc giáp xã Tân Lợi. Phước An có một vị trí chiến lược rất quan trọng trong thời kỳ chiến tranh. Sau năm 1975, Phước An đã thu hút hàng ngàn người từ các tỉnh Thái Bình, Nam Định, Thanh Hóa, Hà Tĩnh, Nghệ An … đến khai hoang lập nghiệp, xây dựng cuộc sống mới.